# 百済楽
百済楽（くだらがく）は、中国大陸から伝来したもののうち、朝鮮の百済を経由して日本に伝わった雅楽である。当初は、新羅楽、百済楽などのように、細かく分かれていたが、その後、大陸から伝来したもののうち、朝鮮を経由してきたもの、およびそのスタイルにならって日本で新作された雅楽の総称「高麗楽」としてまとめられた。

## 概要
朝鮮の歌舞は、漢の武帝が朝鮮に植民地である漢四郡を設置した際に高句麗に「鼓・吹・伎人」を下賜したことにはじまる。史料には、元封三年（紀元前108年）、漢の武帝が朝鮮を滅して漢四郡を設置した際、高句麗に鼓・吹などの楽器と楽人を下賜したこと、高句麗人が歌舞を楽しむ様子、宋代には高句麗の楽が百済楽とともに世に知られていたことなどが記されている。

## 歴史
「百済楽」という言葉自体が登場するのは、『日本書紀』の天武天皇12年（683年）1月の以下である。
百済から楽人が渡来したことは、『日本書紀』の欽明天皇15年（554年）2月に百済が援軍を大和王権に依頼し、将軍を交替したのに合わせて、五経博士・僧侶を交替させ、新たに易博士・暦博士・医博士・採薬師・楽人を貢上した、みな請願によって交替した、とあるのが初出である。
竪箜篌（たてくご、百済琴とも）・横笛（百済笛）・莫目などの楽器を使用したもので、楽師の数は職員令17では4人、『令集解』に引用されている雅楽大属尾張浄足説では、芎篌師・横笛師（歌も兼任）・韓琴師・儛師各1名ずつ、大同4年（809年）3月の格では韓琴師が莫目師になっている。
『続日本紀』によると、天平3年（731年）6月に「雅楽寮の雑楽生の員を定む」とあり、これにより楽生の数が決められている。それによると、百済楽は26人であるが、養老令では20人となっている。その内訳は嘉祥元年（848年）9月の格では横笛生1人、莫牟生1人、箜篌生2人、儛生4人、儛女10人、多理志古生1人、歌生1人で、同年のうちにこのうち箜篌生1人・儛生2人、儛女を減じて7人としている。
天平16年（744年）2月には聖武天皇のための百済王氏による演奏があり、延暦10年（791年）10月には桓武天皇のために藤原継縄が率いて百済王氏に百済楽を演奏させており、それぞれ演奏者が昇叙されている。
百済楽は平安時代には高麗楽に吸収され、百済琴・百済笛・莫目などの楽器もやがて廃れた。